# Watarai
Watarai (度会町, Watarai-chō) est un bourg du district de Watarai, situé dans la préfecture de Mie, au Japon.

## Géographie

### Démographie
Au 1er février 2015, la population de Watarai s'élevait à 8 289 habitants répartis sur une superficie de 134,98 km2.